# Mauricio Borges Silva
Pour les articles homonymes, voir Borges et Silva.
Mauricio Borges Silva est un joueur brésilien de volley-ball né le 4 février 1989 à Maceió. Il a remporté avec l'équipe du Brésil le tournoi masculin aux Jeux olympiques d'été de 2016 à Rio de Janeiro.